# 5630 Billschaefer
5630 Billschaefer (1993 FZ) là một tiểu hành tinh vành đai chính được phát hiện ngày 21 tháng 3 năm 1993 bởi Child, J. B. ở Palomar.